# Stéphane Henon
Stéphane Henon, né le 23 juillet 1966 à Montauban, est un acteur et réalisateur français.
Il est connu du grand public pour son rôle régulier du policier Jean-Paul Boher dans les séries Plus belle la vie et Plus belle la vie, encore plus belle. Il a également réalisé le court métrage Nemesis, qui fut acclamé par la critique[réf. nécessaire].

## Biographie
Stéphane Henon est né le 23 juillet 1966 à Montauban dans le Tarn-et-Garonne.
Après avoir fait quelques apparitions au cinéma, notamment dans L'Inconnu en 1992, il joue dans des pièces de théâtre. Il obtient ensuite quelques rôles dans diverses séries télévisées notamment Hélène et les Garçons ou encore Les Vacances de l'amour. Il apparaît également dans des séries policières comme Julie Lescaut en 2007 ou encore R.I.S Police scientifique en 2008.
Il connaît le succès et se fait connaître du grand public à l'automne 2007 en commençant à jouer le rôle du policier Jean-Paul Boher dans Plus belle la vie, il devait à la base rester seulement trois mois dans le feuilleton, mais les réalisateurs ont finalement décidé de le garder et il est depuis un personnage principal et récurrent.
En 2013, il réalise le court métrage Nemesis, qui fut acclamé par la critique.

### Vie privée
Stéphane Henon a une fille : Kina (née en février 2000) - qui est mannequin, issue d'une première union. 
En 2009, il devient le compagnon d'une dénommée Isabelle - rencontrée sur les plateaux de Plus belle la vie. Ils ont deux fils : Milo (né en avril 2012) et Marceau (né le 1er juillet 2016). En janvier 2021, il annonce avoir divorcé d'Isabelle.
Le 28 juin 2021, il officialise son couple avec l'actrice franco-russe Sacha Tarantovich (alias Irina Kovaleff dans Plus belle la vie), mais ils se séparent courant 2022. En juillet 2022, il officialise son couple avec une dénommée Julie.
En dehors de sa carrière d'acteur, Stéphane est passionné d'escrime et d'équitation. Il a également un frère jumeau, Eric Henon, coach des acteurs de Plus belle la vie.

## Filmographie

### Cinéma
- 1989 : Thank You Satan, d'André Farwagi
- 1992 : L'Inconnu dans la maison de Georges Lautner : le vendeur de disques
- 2010 : Socialiste de Jean-Luc Godard
- 2013 : Je m’appelle Suzanne d'Emmanuel Vaillant
- 2017 : Cruel d'Éric Cherrière
- 2017 : Le Serpent aux mille coupures d'Éric Valette : Crébain
- 2023 : Le Cours de la vie de Frédéric Sojcher
- 2025 : Ni dieux ni maîtres d'Éric Cherrière : Luc

### Télévision

#### Séries télévisées
- Paris Steel
- 1992 : Chien et Chat : Cookie
- Marathon girl
- 1993 : Hélène et les Garçons (épisode 108, La Révélation) : un trafiquant de drogue
- 1994 : Les Enfants de John : Moi Même
- 1996 : Les Vacances de l'amour (épisode 16, Retour de flamme) : le cambrioleur
- 2002 : Une famille formidable : le kiné de peresebastien (épisode 3)
- 2003 : Commissaire Moulin, saison 7, épisode 5 Bandit d'honneur d'Yves Rénier : un motard de la Gendarmerie
- 2003 : Père et maire : Samuel Lefort
- 2006 : SOS 18 : un policier
- 2006 : Famille d'accueil, saison 5,épisode 3 : le prof de taï-chi[12]
- 2006 : David Nolande de Nicolas Cuche, épisode 6 La Carte du diable : José
- 2007 : Julie Lescaut (épisode 75 Écart de conduite) : le motard radar
- 2007 : Mystère : copilote de l'avion accidenté
- 2007 - 2022 : Plus belle la vie : Jean-Paul Boher
- 2008 : R.I.S Police scientifique (épisode Partout où tu iras) : Pierre Beaumont
- 2017 : La stagiaire (épisode Guet-apens) : le capitaine
- 2021 : Crimes parfaits (épisode Sur un arbre perché) : François Mainville
- 2023 : Le Voyageur, épisode La Forêt perchée : Stéphane Pierrat
- 2023 : Léo Matteï (saison 10, épisodes 3 et 4) : Jérôme Martel
- 2023 : Meurtres à Arles: Rémy Brunet
- Depuis 2024 : Plus belle la vie, encore plus belle : Jean-Paul Boher

#### Téléfilms
- 2018 : Jusqu'à ce que la mort nous unisse de Delphine Lemoine : Julien Marsoni
- 2022 : Meurtres à Font-Romeu de Marion Lallier : Thomas Errelbaz
- 2023 : Morts au sommet d'Éric Valette : Morel

### Réalisations
- 2013 : Nemesis de Stéphane Hénon : rôle Alex

## Émissions de télévision
- 2016 : Le Grand Happening présentée par Hugo Magnin, réalisée par Hugo Beltrami sur 8 Mont-Blanc.
- 2021 : Fort Boyard présenté par Olivier Minne, sur France 2.

## Théâtre
- 1996 : Bel-Ami de Pierre Laville d'après Guy de Maupassant et mise en scène de Didier Long au Théâtre Antoine
- 2001 : Crime et Châtiment : mise en scène de Robert Hossein au théâtre Marigny
- 2006 : Ce Soir ou Jamais : mise en scène de Francis Perrin
- 2008 : D'habitude j'me marie pas ! de lui-même et mise en scène d'Éric Henon (son frère jumeau) au Théâtre Les Déchargeurs
- 2010 : In Extremis : Axel
- Dates inconnues :
  - Le Carton : mise en scène de Clément Michel
  - Pinocchio : mise en scène d'Yves Le Guillochet
  - Papillon noir : mise en scène d'Hervé Korian
  - Esprit de famille : mise en scène d'Hervé Korian
  - Angélique Marquise des Anges : mise en scène de Robert Hossein
  - Don Juan : d'Yves Le Guillochet
  - Les bas fonds : mise en scène de Robert Hossein
  - Cyrano de Bergerac : mise en scène de Robert Hossein
  - La liberté ou la mort : mise en scène de Robert Hossein